# Taiheiki
Taiheiki (太平記? "Cronaca della grande pace") è un'opera letteraria giapponese del XIV secolo attribuita a Kojima (morto nel 1374) ma probabilmente scritta da vari autori o comunque più volte rimaneggiata, come dimostrano le numerose discordanze di stile e di contenuto. Narra gli intrighi e le lotte politiche che, fra il 1318 e il 1367, divisero il paese con le lotte per la successione all'impero.
Nello scritto si fa ad esempio riferimento alla battaglia tra Ashikaga Takauji e Nitta Yoshisada, tenutasi ad Hakone. Nel corso di questa battaglia si narra che 70.000 uomini di Yoshisada si ridussero a soli 100 (sebbene l'esercito nemico fosse composto da soli 60.000 uomini) probabilmente per una defezione di massa.
Il libro getta luce anche sulla vita della povera gente, dei contadini medievali e delle loro misere condizioni.